# Кікі Карон
Кікі Карон (фр. Kiki Caron, 10 липня 1948) — французька плавчиня.
Срібна медалістка Олімпійських Ігор 1964 року, учасниця 1968 року. Чемпіонка Європи з водних видів спорту 1966 року.
Після завершення плавання вона знялася у двох фільмах: Le lys de mer (1969) та Violentata sulla sabbia (1971). У 1998 році Карон була включена до Міжнародної зали слави плавання. У 2005 році вона стала кавалером ордена Почесного легіону. Наступного року вона опублікувала автобіографію під назвою "Кікі" з передмовою, написаною Джонні Геллідей.